# オクローシカ

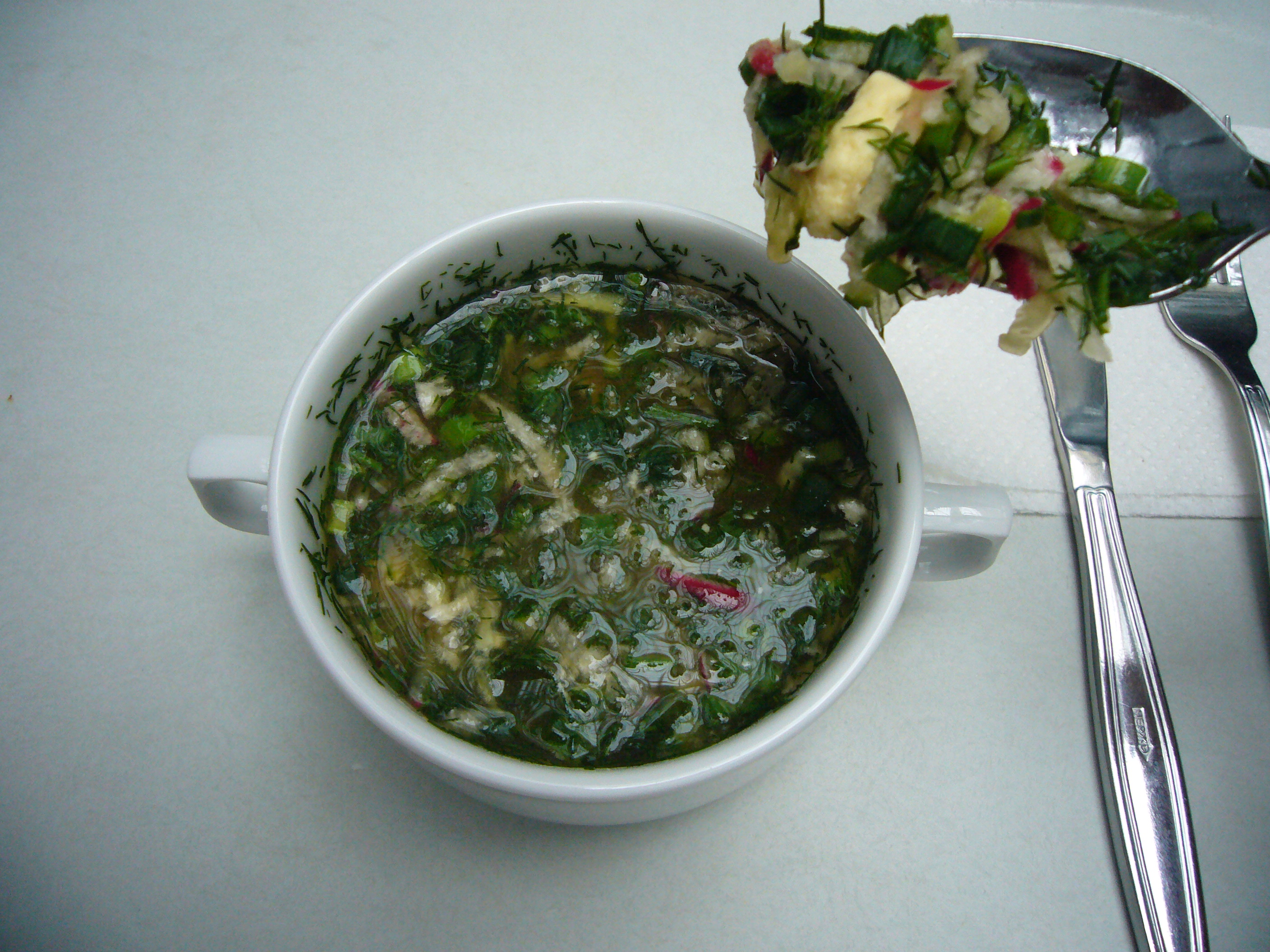
クワスで作ったオクローシカ

オクローシカ（ロシア語: окрошка, アクローシュカ）は、ロシアの冷製スープである。アクロシュカまたはオクロシカとも呼ばれる。このスープの名前はロシア語で、「細切れにする」ことを意味する「крошить」に由来する。

## 作り方
この伝統的なスープは、主に生の野菜（キュウリ、春タマネギ、ハツカダイコン）、茹でたジャガイモ、鶏卵、ハムとクワスを混ぜる。他にはクワスの替わりに薄いまたは希釈したケフィアを使用する作り方もある。

## 食べ方

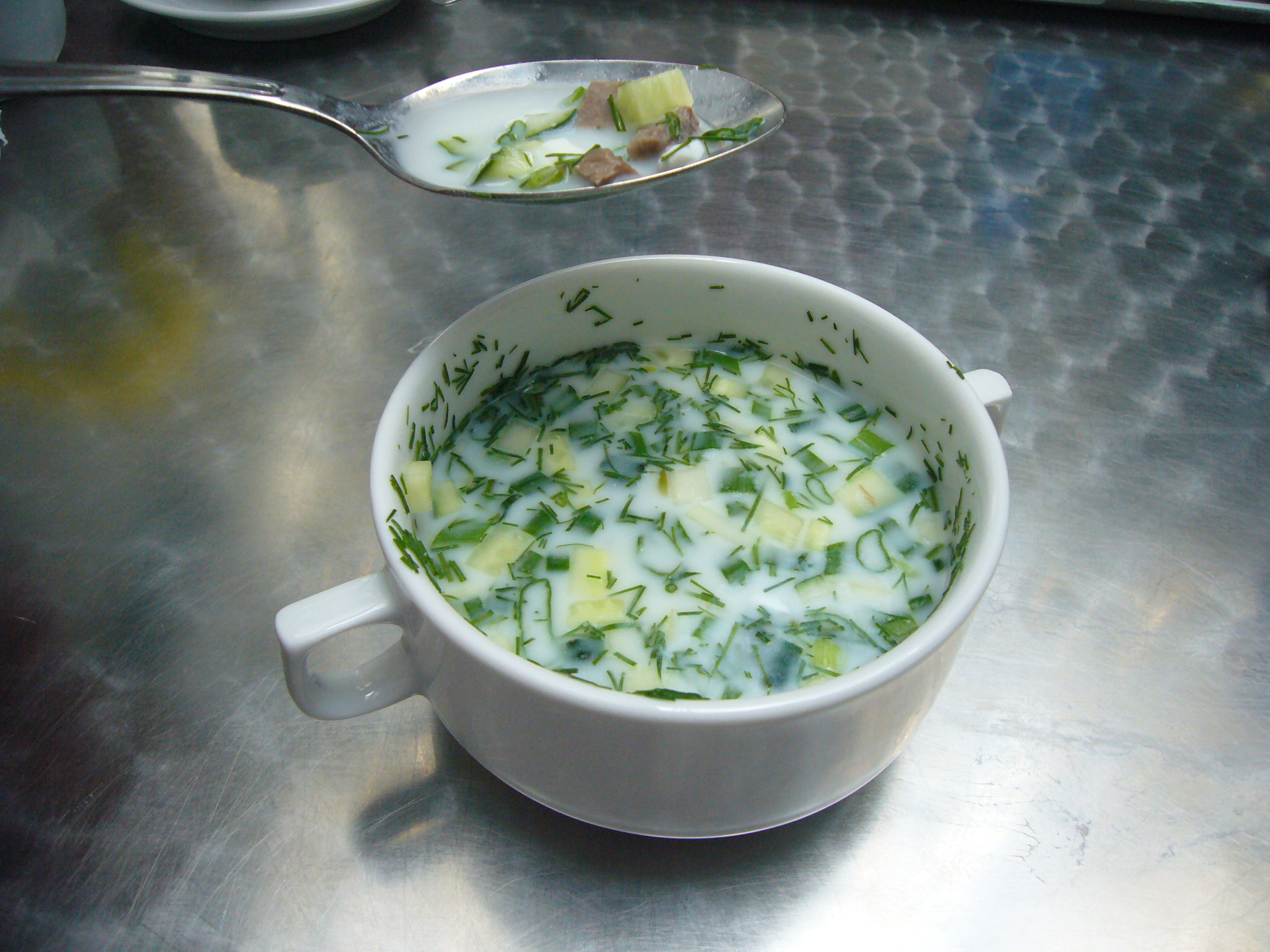
ケフィアで作ったオクローシカ

材料は四角く細切れにし、食べる直前にクワスと混ぜる。細切れの材料とクワスの分量は、牛乳に入れるシリアル食品と同程度である。直前に混ぜることで、野菜のシャキシャキ感が残される。オリヴィエ・サラダと材料が類似しているにもかかわらず、このため、オクローシカの味はこのサラダと全く異なる。
オクローシカは、クワスの爽やかな味とサラダのさっぱり感の組合わせにより、夏に最適のスープとされている。スプーン一杯のスメタナとホースラディッシュやロシア産（辛口）マスタードを加えた食べ方が好まれる。好みで塩と砂糖が加えられる。

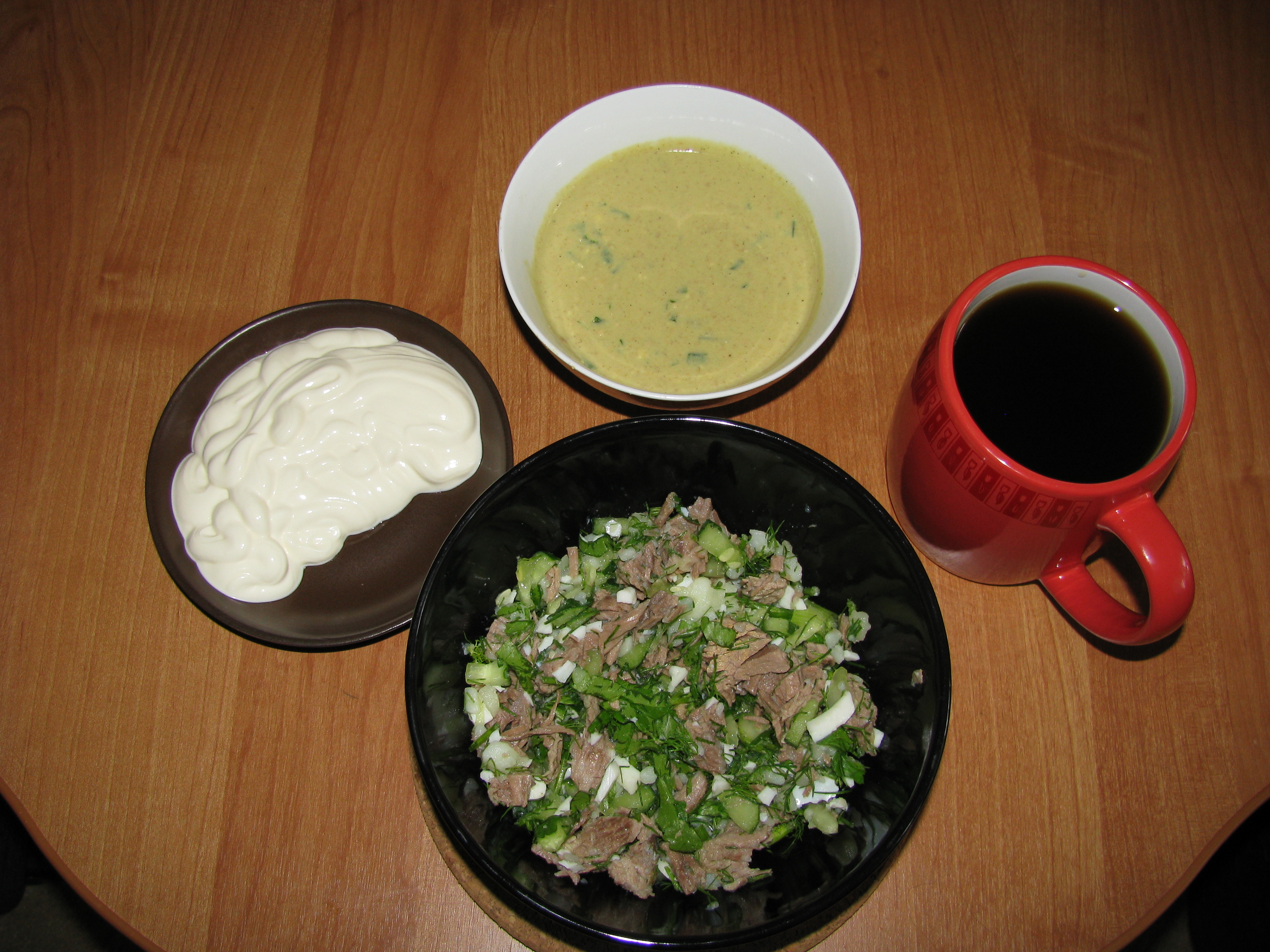
牛肉を加えた伝統的なオクローシカ。スメタナ、ドレッシング（卵黄とマスタード、ホースラディッシュ、若タマネギと塩で作ったもの）とクワスが添えられている。
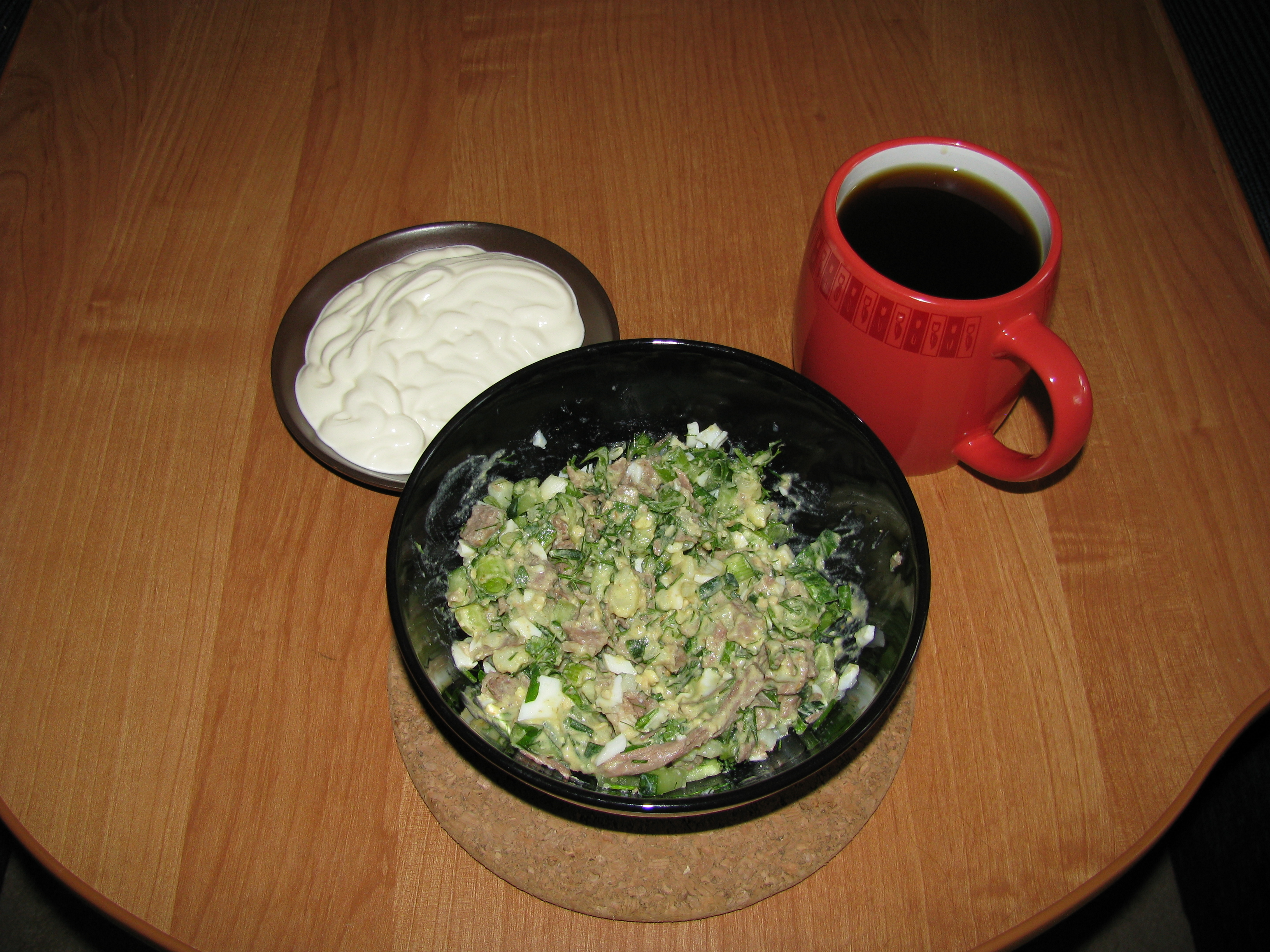
ドレッシングを加える
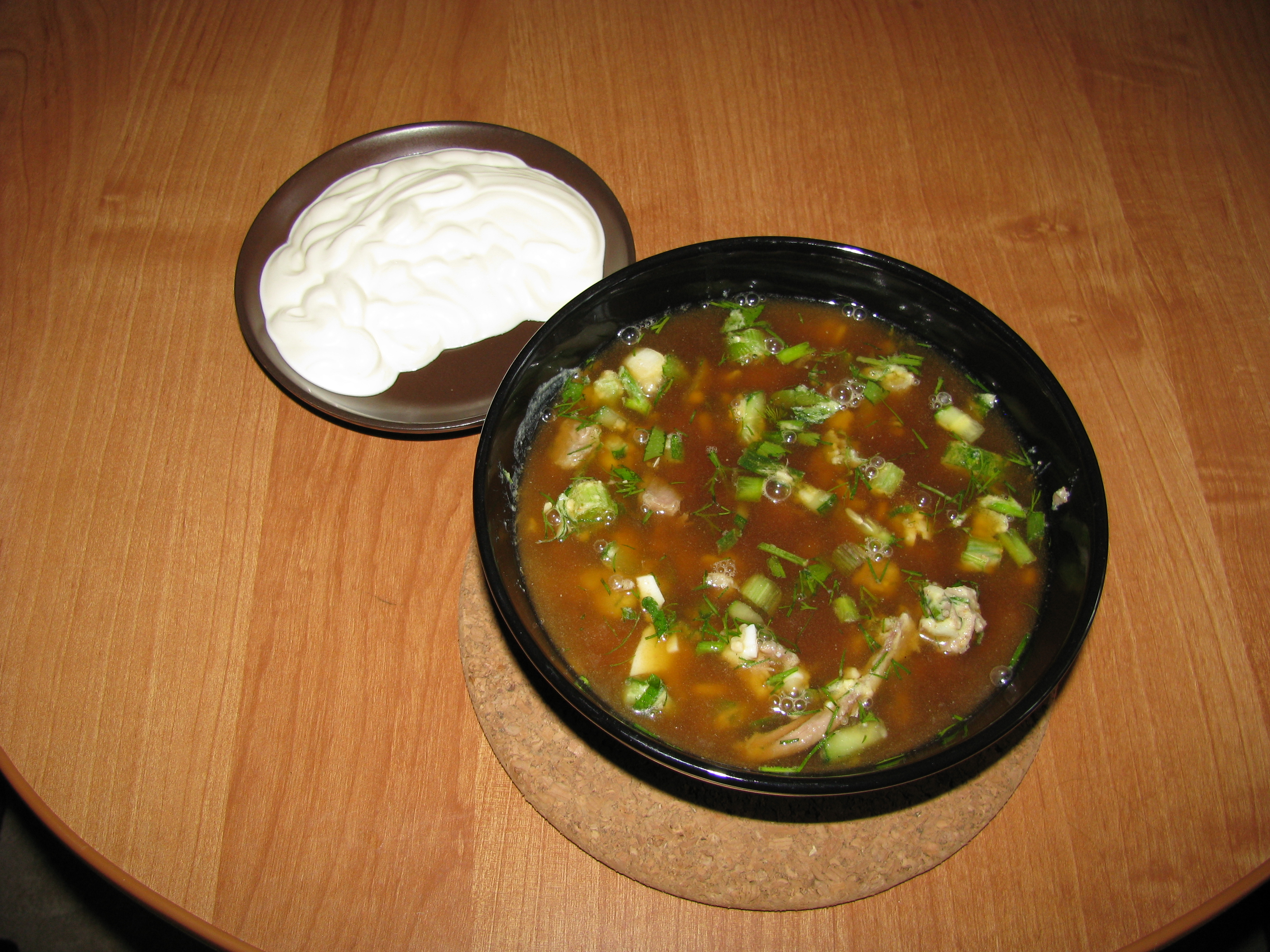
クワスを加える
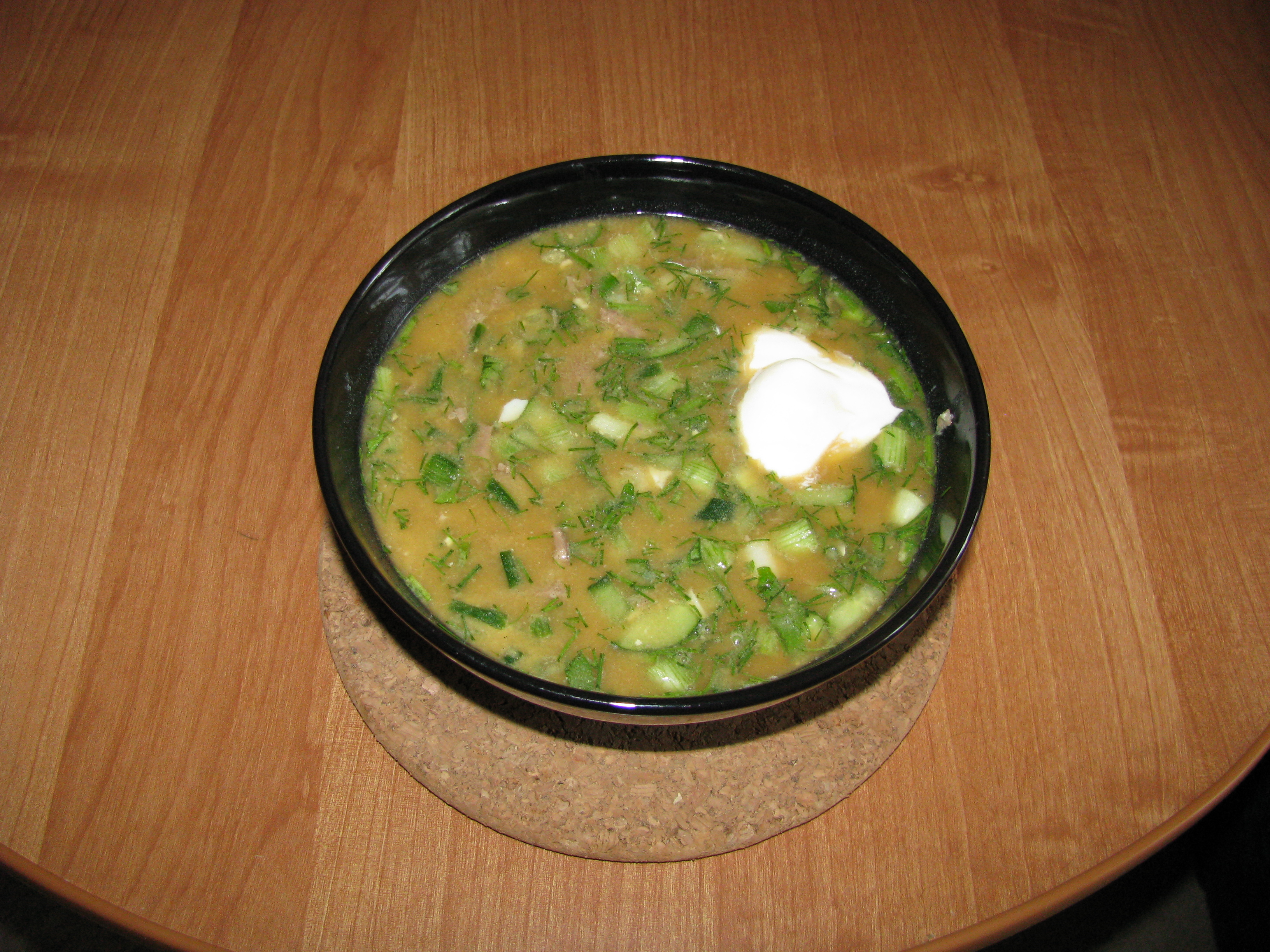
スメタナを加える
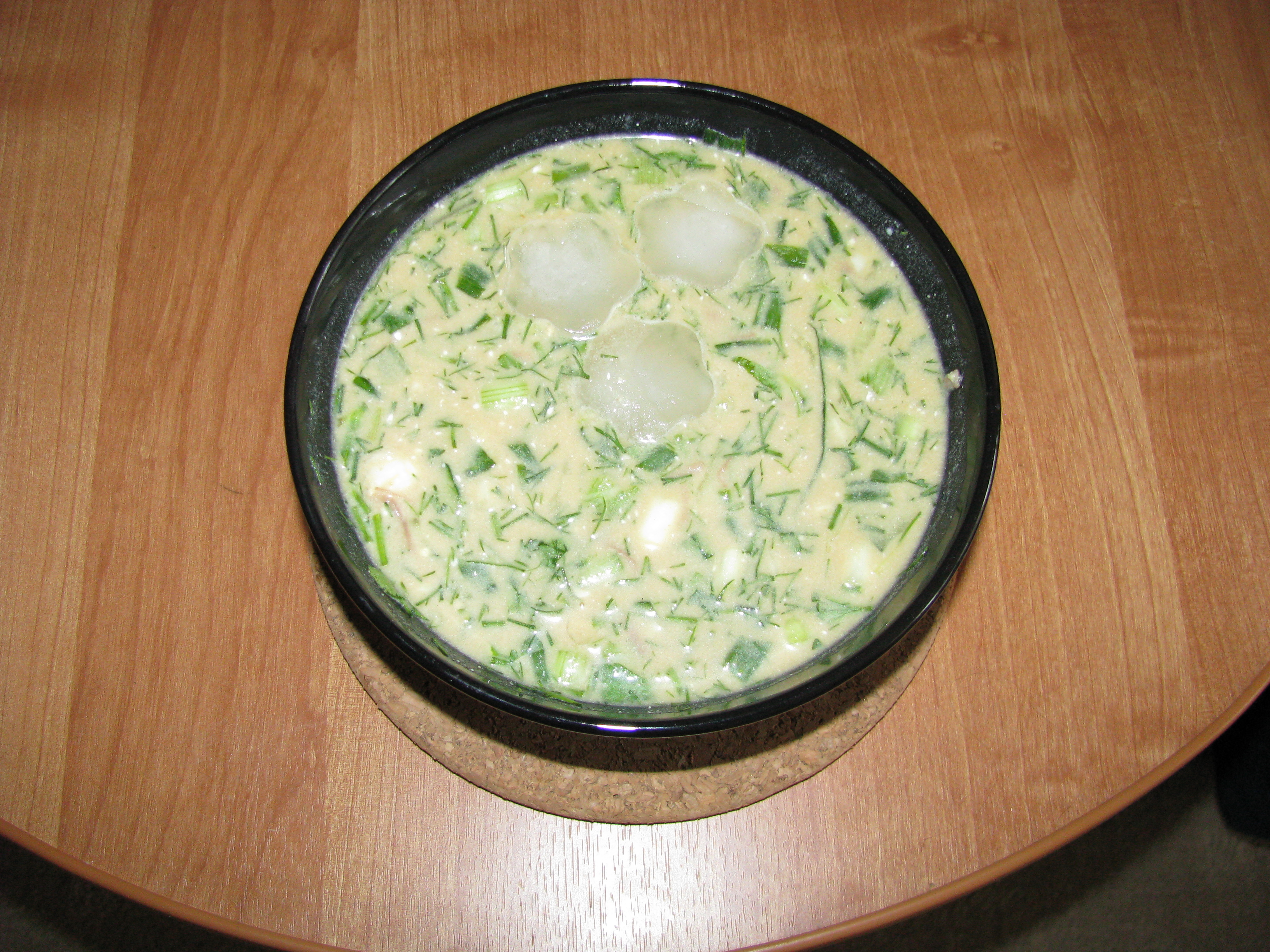
混ぜ合わせて氷を載せる